# Kaiga
Kaiga est un village en Inde, dans le district d'Uttara Kannada, état de Karnataka.
Sa population était de 238 habitants en 2011.
A proximité se trouve la Centrale nucléaire de Kaiga.